# Eyyüpnebi, Viranşehir
Eyyüpnebi là một thị trấn thuộc huyện Viranşehir, tỉnh Şanlıurfa, Thổ Nhĩ Kỳ. Dân số thời điểm năm 2011 là 2.128 người.